# Федосеев, Владимир Сергеевич
Владимир Сергеевич Федосеев (10 ноября 1946, Магнитогорск — 10 июля 2023) — советский хозяйственный, государственный и партийный деятель, первый секретарь Магнитогорского и Челябинского горкомов КПСС. Заслуженный металлург РФ.

## Биография
Родился в 1946 году в Магнитогорске. Член КПСС.
Окончил Магнитогорский горно-металлургический институт (1969, выпускник кафедры металлургии стали) и Академию общественных наук при ЦК КПСС (1988).
На Магнитогорском металлургическом комбинате:
- 1969—1975 — подручный сталевара, сталевар, мастер, старший мастер смены, заместитель начальника мартеновского цеха № 3
- 1975—1981 — начальник мартеновского цеха № 3,
- 1981—1983 — заместитель начальника производственного отдела,
- февраль 1983 — январь 1985 — секретарь парткома.

Дальнейшая трудовая деятельность:
- 1985 — первый секретарь Магнитогорского горкома КПСС,
- 1985—1986 — первый секретарь Челябинского горкома КПСС,
- 1986—1988 — второй секретарь Челябинского обкома КПСС,
- 1988—1991 — заместитель министра металлургии СССР,
- 1992—1999 — генеральный директор АО «Втормет».

Автор изобретений по усовершенствованию сталеплавильных агрегатов, нового типа насадочного кирпича для регенераторов мартеновских печей; новой конструкции форм для продувки жидкой стали; механизмов, машин и технологий для разделки крупногабаритных стальных конструкций.
Лауреат премии Правительства РФ в области науки и техники 1999 года (в составе коллектива) — за разработку и широкое внедрение комплекса высокоэффективных технологий разделки крупногабаритных объектов на металлолом с помощью энергии взрыва.
Заслуженный металлург РФ (1997). Награждён орденом «Знак Почёта».
Избирался депутатом Верховного Совета РСФСР 11-го созыва (1985—1990).